# Sturmtief Axel
Orkan Axel war ein orkanartiger Sturm, der Anfang Januar 2017 das nördliche Europa traf. Axel verursachte Sturmfluten an den Küsten Dänemarks und der deutschen Ostseeküste sowie Schneefall auch im Binnenland. Die Kombination von Badewanneneffekt und Wind aus nördlicher Richtung verursachte das stärkste Sturmhochwasser an der deutschen Ostseeküste seit der durch Orkan Britta ausgelösten Novemberflut 2006.

## Meteorologie
| Ort                     | km/h  |
| ----------------------- | ----- |
| Feuerkogel (A)          | 165,0 |
| Rømø (DK)               | 135,0 |
| Wien-Jubiläumswarte (A) | 131,0 |
| Buchberg (A)            | 130,0 |
| Tyborøn (DK)            | 126,7 |
| Brocken (D)             | 125,3 |
| List/Sylt (D)           | 125,3 |
| Jauerling (A)           | 119,5 |
| Norderney (D)           | 108,7 |
| Greifswalder Ole (D)    | 106,2 |
| Cuxhaven (D)            | 105,5 |
| Helgoland (D)           | 104,8 |
| Wien-Hohe Warte (A)     | 104,5 |
| Rostock-Warnemünde (D)  | 102,6 |
| Bremerhaven (D)         | 100,8 |
| Fehmarn (D)             | 100,8 |
| Quellen: DWD, DMI, ZMAG |       |

Ein Hochdruckgebiet erstreckte sich von Frankreich über die Britischen Inseln in Richtung Grönland, als sich am 3. Januar 2017 ein Tief nördlich von Island nach Skandinavien verlagerte und dabei vertiefte. Westlich von Norwegen war die Entwicklung Axels zunächst abgeschlossen und das Tief begann sich aufzulösen, doch prallte sein Frontensystem gegen die Berge Norwegens, an deren Ostseite es dann zu einer sogenannten „Lee-Zyklogenese“ kam. Die Warmfront schlängelte sich derweil südlich um das Gebirge herum und wurde vom neuen Tiefdruckkern als eigene Warmfront angenommen. Axels Zentrum befand sich in der Früh des 3. Januar mit einem zentralen Luftdruck von 980 hPa über Mittelnorwegen. Das Sturmtief verlagerte sich südostwärts und lag am Morgen des 4. Januar über Gotland. Dieses Tief zog dann weiter in Richtung südliches Baltikum und Belarus, wo es an Kraft verlor. Der Einfluss eines Hochs über dem Ostatlantik, das sich inzwischen über England nach Südnorwegen erstreckte, führte zur Wetterberuhigung.
Axels Verlagerung führte am Nachmittag des 3. Januar über Westskandinavien, der Nordsee und Deutschland zu einer Zunahme des Windes auf bis 11 bft. Der Wind erreichte in der Nacht zum 4. Januar seinen Höhepunkt. Die Kaltfront zog rasch südwärts über Deutschland hinweg, der Druckgradient im Süden nahm zu, und so erreichte der Sturm auch im Flachland in Böen 7–8 bft, im Bergland und an den Küsten 8–12 bft. Axel führte zunächst milde und feuchtwarme Luft von Nordwesten nach Deutschland, so dass in Norddeutschland zunächst Regen fiel, der in den östlichen Mittelgebirgen in Lagen über 200 bis 400 m sowie in Bayern und Baden-Württemberg bis in tiefe Lagen in Schnee überging. Zwar stieg die Schneefallgrenze im Westen zunächst auf 400 bis 600 über dem Meeresspiegel an, doch in der zweiten Tageshälfte des 4. Januar sank sie wieder ab. Bis zum Abend fielen in der Rhön 7–13 cm, im Thüringer Wald 7–20 cm, im Harz 7–16 cm, im Erzgebirge 7–25 cm sowie im Fichtelgebirge und im Bayerischen Wald 2–8 cm (in höheren Lagen bis 20 cm) Neuschnee. Allerdings wurde der Schnee örtlich stark verweht, was die Höhenbestimmung erschwerte. Am 5. Januar erreichten die Niederschläge den Süden und brachten bis zu 20 cm Neuschnee in tiefen Lagen und bis zu 30 cm in mittleren und höheren Lagen. Im Schwarzwald fielen in mittleren und höheren Lagen 5–25 cm und in den Staulagen von Thüringer Wald und Erzgebirge nochmals 2–15 cm Neuschnee.
Seit Anfang des Jahres 2017 waren durch das Tief in Polen, Ungarn, Tschechien, Deutschland, der Schweiz und Österreich schwere Sturmböen und kräftiger Schneefall verursacht worden.

## Auswirkungen

### Dänemark
Die mit 177 cm über normal höchste Abweichung vom normalen Wasserstand wurde am 5. Januar in Aabenraa gemessen. Es handelte sich dort um ein Ereignis mit hundertjährlicher Wiederkehr.

### Deutschland
| Ort           | Tag       | Uhrzeit   | Abw. MW |
| ------------- | --------- | --------- | ------- |
| Flensburg     | 5. Januar | 00:48 Uhr | 179 cm  |
| Kiel          | 5. Januar | 01:08 Uhr | 169 cm  |
| Heiligenhafen | 5. Januar | 00:46 Uhr | 162 cm  |
| Travemünde    | 4. Januar | 21:34 Uhr | 174 cm  |
| Lübeck        | 4. Januar | 22:39 Uhr | 179 cm  |
| Wismar        | 4. Januar | 21:19 Uhr | 183 cm  |
| Warnemünde    | 4. Januar | 20:24 Uhr | 160 cm  |
| Sassnitz      | 4. Januar | 19:57 Uhr | 139 cm  |
| Greifswald    | 4. Januar | 23:05 Uhr | 165 cm  |
| Koserow       | 4. Januar | 22:06 Uhr | 155 cm  |

An der deutschen Nordseeküste waren die stärksten Auswirkungen in der Nacht vom 3. auf den 4. Januar 2017 und an der Ostseeküste in der Nacht vom 4. auf den 5. Januar 2017 mit orkanartigen Böen um 110 km/h zu verzeichnen. Das BSH gab eine Sturmflutwarnung für die gesamte Schleswig-Holsteiner und Mecklenburg-Vorpommersche Küste heraus.
Das Bundesamt für Seeschifffahrt und Hydrographie (BSH) sagte für den 3. Januar das Nachmittag-Hochwasser an der deutschen Nordseeküste und in Emden sowie das Abend-Hochwasser in Bremen und Hamburg etwa einen halben Meter höher voraus als das mittlere Hochwasser.
In der Ostsee herrschte bereits vor Axel ein höherer Füllungsstand als üblich, weil frischer bis starker Westwind in der Woche zuvor Wasser durch das Skagerrak in die Ostsee drückte bzw. die Strömung aus der Ostsee aufgrund des Gegenwindes schwächer ausfiel. Starker Westwind sorgte am 3. Januar dafür, dass an der deutschen Ostseeküste die Wasserstände bis zu einem halben Meter fielen, so dass der Wasserstand in der Kieler Bucht niedriger lag als das Mittelwasser und zwischen Warnemünde und Greifswald auf dem Niveau des Mittelwassers. In Koserow fiel der Wasserstand auf etwa 20 Zentimeter über Mittelwasser, weil der Ausgangswert dort höher war.
Aufgrund der zunächst in der zentralen Ostsee prognostizierten starken Nordwinde in Zusammenhang mit dem hohen Füllstand des Binnenmeeres warnte das Bundesamt für Schifffahrt und Hydrographie (BSH) bereits am Vormittag des 3. Januar vor einer Sturmflut mit Scheitelhöhen zwischen 1,2 und 1,5 m über Mittelwasser. Am Morgen des 4. Januar wurden diese Prognosen auf 1,3 bis 1,6 m über Mittelwasser korrigiert. Der höchste Wasserstand wurde gegen Mitternacht zum 5. Januar erwartet. Doch stieg der Wasserstand im Tagesverlauf schneller an als angenommen worden war.
Die entsprechend den Wettervorhersagen eingetroffene Winddrehung von Nord auf Nordost drückte Wasser aus der zentralen Ostsee zur westlichen Ostsee hin. Diese Hochwasserwelle erreichte mit dem Überschreiten von einem Meter über Mittelwasser bereits um 13:32 Uhr den Pegel in Koserow, um 16:25 Uhr Wismar und den Pegel in Flensburg um 18:24 Uhr. Örtlich fiel die Sturmflut durch Staueffekte in Buchten und Förden sowie durch lokale Windspitzen stärker aus als prognostiziert. Sie erreichte bei den im Bereich der deutschen Ostseeküste liegenden Pegeln ihren höchsten Wert in Wismar mit 183 cm, gefolgt von Lübeck und Flensburg mit 179 cm sowie Travemünde mit 174 cm, jeweils über Mittelwasser.
Die von Sturmtief Axel in der Ostsee erzeugte Sturmflut war mit einer Höhe von durchweg über 1,5 m eine schwere Sturmflut mit einer Jährlichkeit von 15 bis 20 Jahren, und die Höhe der Sturmflut lag auf dem Niveau der Sturmfluten vom November 2006 (Orkan Britta) und vom Februar 2002.
An vielen Stellen wurden Deiche stark beschädigt. Steilufer brachen ab. In Lübeck wurde ein Höchststand von 1,79 m über dem mittleren Hochwasser gemessen und die Straße An der Obertrave war überflutet.
In Süddeutschland kam es zu starken Schneefällen; Schneeglätte und Blitzeis führten zu zahlreichen Verkehrsunfällen.

### Österreich
In Österreich war durch den Sturm der Donauraum betroffen. Schneefälle führten insbesondere im Mühlviertel und am Alpennordrand zu Behinderungen und Unfällen.